# Лисински
„Лисински ” је хрватски филм из 1944. године. Режирао га је Октавијан Милетић а сценарио је написао Милан Катић.

## Радња
Филм је биографија Ватрослава Лисинског, композитора прве хрватске опере, који покрива раздобље од композиторевих скромних музичких почетака, кад је подршку имао само од племкиње и певачице Сидоније Рубидо и мецене Огњена Штриге, па преко настајања опере и љубави са вереницом Хедвигом Бан, до смрти у беди и забораву.

## Улоге
| Глумац            | Улога                                  |
| ----------------- | -------------------------------------- |
| Бранко Шпољар     | Ватрослав Лисински                     |
| Лидија Доминковић | Хедвига Бан                            |
| Сена Јуринац      | Грофица Сидонија Ердоди Рубидо         |
| Вељко Маричић     | Огњен Стрига                           |
| Томислав Танхофер | Коментатор                             |
| Хинко Нуцић       | Предсједник Хрватског глазбеног завода |
| Тошо Лесић        | Опат Кризманиц                         |
| Јанко Ракуса      |                                        |
| Аугуст Цилић      |                                        |
| Мартин Матошевић  |                                        |
| Гјуро Ваић        |                                        |
| Иван Францл       |                                        |
| Томислав Нералић  |                                        |
| Богумила Вилхар   |                                        |
| Вања Тимер        |                                        |
| Јозо Мартинчевић  |                                        |
| Мира Зупан        |                                        |
| Рудолф Ополски    |                                        |

Остале улоге ▼
| Глумац            | Улога |
| ----------------- | ----- |
| Перо Будак        |       |
| Еуген Лохр        |       |
| Иван Хартл        |       |
| Борис Окуњков     |       |
| Хилда Стих        |       |
| Владимир Камински |       |
| Михајло Марковић  |       |
| Драгутин Крелиус  |       |
| Хелена Врбанић    |       |
| Фрањо Трафеник    |       |
| Јосип Пуксец      |       |
| Аманд Аллигер     |       |
| Гизела Хумл       |       |
| Виктор Лељак      |       |